# Jánok
Jánok (szlovákul: Janík) község Szlovákiában, a Kassai kerület Kassa-környéki járásában.

## Fekvése
Kassától 30 km-re délnyugatra, a magyar határ mellett fekszik.

## Története
1285-ben „Ianuk" néven említik először, már ekkor állt a falu temploma. Neve a szláv Ján keresztnévből származik. A Hont-Pázmány nemzetség birtoka volt egészen a 14. századig. A település története folyamán többször elnéptelenedett. 1720-ban csak két adófizetője volt, 1772-ben az írott forrásokban 9 gazdát és 4 zsellért említenek, míg 1787-ben már 46 adófizetőről tesznek említést.
A 18. század végén Vályi András így ír róla: „JÁNÓK. Magyar, és tót falu Abaúj Várm. lakosai katolikusok, fekszik Jászóhoz 2 mértföldnyire, hajdan Rákótzi katonáinak, két esztendeig szállást adott. Határja tsak nem minden javakkal bővelkedik."
Fényes Elek 1851-ben kiadott geográfiai szótárában így ír a faluról: „Janók, magyar falu, Abauj vmegyében, Torna vmegye szélén: 787 r., 14 g. kath., 7 evang., 37 ref., 53 zsidó lak. Kath. par. templom. Földe termékeny; nádja a kanyaptában elég; erdeje szép. F. u. Szentimrey, Péchy s m. t. Ut. p. Meczenzéf."
Borovszky monográfiasorozatának Abaúj-Torna vármegyét tárgyaló része szerint: „Jánok község, 96 házzal, 665 magyar lakossal, körjegyzőséggel, postaállomással. Itt  van Sziklay Ede birtokos csinos udvarháza és nagy gyümölcskertészete. Régi, katholikus temploma van, melyet Péchy Farkas 1767-ben ujjá épittetett."
A trianoni békeszerződésig Abaúj-Torna vármegye Tornai járásához tartozott, ezután az új csehszlovák állam része lett. 1938 és 1945 között újra Magyarország része.

## Népessége
| Év:            | 1994. | 2004.   | 2014.   | 2024.   |
| -------------- | ----- | ------- | ------- | ------- |
| Emberek száma: | 537   | 569     | 621     | 600     |
| Eltérés:       |       | +5,95 % | +9,13 % | -3,38 % |

| Év:            | 2023. | 2024.   |
| -------------- | ----- | ------- |
| Emberek száma: | 609   | 600     |
| Eltérés:       |       | -1,47 % |

1828-ban 122 háza és 908 lakosa volt.
1850 körül 898 lakosa volt.
1880-ban 540 lakosából 511 magyar és 16 szlovák anyanyelvű volt.
1890-ben 665 lakosából 619 magyar és 43 szlovák anyanyelvű volt.
1900-ban 738 lakosából 737 magyar és 1 szlovák anyanyelvű volt.
1910-ben 734 lakosából 657 magyar és 2 szlovák anyanyelvű volt.
1921-ben 834 lakosából 726 magyar, 19 zsidó, 12 csehszlovák, 2 orosz, 58 egyéb nemzetiségű és 17 állampolgárság nélküli volt.
1930-ban 851 lakosából 507 magyar, 119 csehszlovák, 16 zsidó, 1 német, 22 egyéb és 186 állampolgárság nélküli volt. Ebből 673 római katolikus, 99 görög katolikus, 45 református, 16 izraelita, 9 evangélikus és 9 egyéb vallású volt.
1941-ben 854 lakosából 305 magyar, 2 szlovák, 1 német és 19 egyéb nemzetiségű volt.
1970-ben 809 lakosából 446 magyar és 358 szlovák volt.
1980-ban 735 lakosából 432 magyar és 298 szlovák volt.
1991-ben 624 lakosából 424 magyar és 196 szlovák volt.
2001-ben 549 lakosából 350 magyar és 193 szlovák volt.
2011-ben 571 lakosából 244 magyar és 291 szlovák volt.
2021-ben 614 lakosából 238 (+51) magyar, 2 (+1) cigány, 1 (+1) ruszin, 351 (+28) szlovák, 5 egyéb és 17 ismeretlen nemzetiségű volt.

## Neves személyek
- Itt született 1881-ben Papp-Váry Elemérné Sziklay Szeréna magyar költőnő, Papp-Váry Elemér tábornok felesége.
- Itt született 1945-ben Szanyi Mária néprajzkutató, pedagógus.
- Itt nősült 1910-ben Ferdinandy Gyula igazságügyminiszter, belügyminiszter.

## Nevezetességei
- Római katolikus temploma a 14. században épült, 1770-ben újjáépítették, majd 1835-ben klasszicista stílusban megújították.

## Testvérvárosok és községek
• 🇭🇺 Füzér, Magyarország
• 🇭🇺 Hatvan, Magyarország
• 🇭🇺 Keresztéte, Magyarország
• 🇭🇺 Füzérradvány, Magyarország
• 🇷🇴 Gernyeszeg, Románia